# Kherwara Chhaoni
Kherwara Chhaoni là một thị trấn thống kê (census town) của quận Udaipur thuộc bang Rajasthan, Ấn Độ.

## Nhân khẩu
Theo điều tra dân số năm 2001 của Ấn Độ, Kherwara Chhaoni có dân số 6642 người. Phái nam chiếm 52% tổng số dân và phái nữ chiếm 48%. Kherwara Chhaoni có tỷ lệ 72% biết đọc biết viết, cao hơn tỷ lệ trung bình toàn quốc là 59,5%: tỷ lệ cho phái nam là 79%, và tỷ lệ cho phái nữ là 64%. Tại Kherwara Chhaoni, 14% dân số nhỏ hơn 6 tuổi.